# Nirvana Tour
Nirvana Tour es la quinta gira mundial de la cantante rumana Inna presentando sus nuevos discos Nirvana y Yo. Esta gira está formada por conciertos que están distribuidos por Europa, América del Norte, Asia, África y Oceanía. La gira inició en 1 de febrero de 2018, en Doha, Catar.

## Repertorio
Este repertorio es representativo del espectáculo en Győr, Hungría. No representa todos los conciertos durante la gira.
1. "Bamboreea"
2. "Be My Lover"
3. "Walking on the Sun"
4. "Sun Is Up"
5. "Hot"
6. "Déjà Vu"
7. "Diggy Down" (solo en algunas fechas)
8. "INNdiA" (solo en algunas fechas)
9. "Ruleta"
10. "Don’t Mind"
11. "Nirvana"
12. "Gimme Gimme"
13. "We Wanna"
14. "Fade Away"
15. "More than Friends"
16. "Gimme Gimme" (solo en algunas fechas)
17. "Cola Song"
18. "Bop Bop"
19. "Yalla"

Encore
1. "Ruleta"

## Fechas
| Asia                     |                  |                        |                                               |
| 1 de febrero de 2018     | Doha             | Catar                  | X Lounge                                      |
| Europa                   |                  |                        |                                               |
| 24 de febrero de 2018    | Roma             | Italia                 | Club Faraón                                   |
| 7 de marzo de 2018       | Bucarest         | Rumania                | Hard Rock Cafe                                |
| América del Norte        |                  |                        |                                               |
| 10 de marzo de 2018      | Azcapotzalco     | México                 | Arena Ciudad del México                       |
| 27 de marzo de 2018      | San Luis Potosí  | México                 | Fenahuap Ciudad Valles                        |
| Asia                     |                  |                        |                                               |
| 30 de marzo de 2018      | Manama           | Baréin                 | Club One                                      |
| Europa                   |                  |                        |                                               |
| 12 de abril de 2018      | Kiev             | Ucrania                | Club Almondo                                  |
| 13 de abril de 2018      | Lviv             | Ucrania                | Club Malevich                                 |
| 27 de abril de 2018      | Odessa           | Ucrania                | Jennifer Club                                 |
| 28 de abril de 2018      | Chisináu         | Moldavia               |                                               |
| 30 de abril de 2018      | Compiègne        | Francia                | NRJ Music Tour                                |
| 2 de mayo de 2018        | Baia Mare        | Rumania                |                                               |
| 5 de mayo de 2018        | Málaga           | España                 | Palacio de Deportes José María Martín Carpena |
| 12 de mayo de 2018       | Estambul         | Turquía                | City Fest 2018                                |
| 13 de mayo de 2018       | Ankara           | Turquía                | City Fest 2018                                |
| 18 de mayo de 2018       | Chișinău         | Moldavia               | Famous Arena                                  |
| 26 de mayo de 2018       | Dublín           | Irlanda                | The Wright Venue                              |
| 2 de junio de 2018       | Győr             | Hungría                | Summer Spring Festival                        |
| 8 de junio de 2018       | Antalya          | Turquía                | Rixos Land of Lengends/Aura Club              |
| 10 de junio de 2018      | Alba Iulia       | Rumania                | Alba Fest 2018                                |
| 15 de junio de 2018      | Antalya          | Turquía                | Rixos Sungate                                 |
| 23 de junio de 2018      | Blagóevgrad      | Bulgaria               | Open Air                                      |
| 28 de junio de 2018      | Belgrado         | Serbia                 | Enter Festival                                |
| 1 de julio de 2018       | Slatina          | Rumania                | Aer Líber                                     |
| 7 de julio de 2018       | Madrid           | España                 | Tanga Pride Festival                          |
| 8 de julio de 2018       | Ibiza            | España                 | Es Paradis Club                               |
| 14 de julio de 2018      | Constanza        | Rumania                | Bamboo Mamaia                                 |
| 16 de julio de 2018      | Marmaris         | Turquía                | OpenAir Amphitheatre                          |
| 18 de julio de 2018      | Estambul         | Turquía                | Harbiye Acikhava                              |
| 20 de julio de 2018      | Bodrum           | Turquía                | Bodrum Amfitiyatro                            |
| 21 de julio de 2018      | Çeşme            | Turquía                | Cesme Amfitiyatro                             |
| 22 de julio de 2018      | Edremit          | Turquía                | Altınoluk Amfitiyatro                         |
| 28 de julio de 2018      | La Palma         | España                 | Isla Bonita Love Music Festival               |
| 4 de agosto de 2018      | Helsinki         | Finlandia              | Weekend Festival                              |
| América del Norte        |                  |                        |                                               |
| 10 de agosto de 2018     | San Luis Potosí  | México                 | FENAPO 2018                                   |
| Europa                   |                  |                        |                                               |
| 18 de agosto de 2018     | Pärnu            | Estonia                | Weekend Festival Baltic                       |
| 19 de agosto de 2018     | Ibiza            | España                 | Es Paradiso Club                              |
| 21 de agosto de 2018     | Antalya          | Turquía                | Hotel Topkapi                                 |
| 22 de agosto de 2018     | Antalya          | Turquía                | Rixos Sungate                                 |
| 24 de agosto de 2018     | Bilbao           | España                 | Megastar Festival                             |
| 1 de septiembre de 2018  | Bucarest         | Rumania                | Parklake Shopping Center                      |
| 17 de septiembre de 2018 | Antalya          | Turquía                | Rixos Sungate                                 |
| América del Norte        |                  |                        |                                               |
| 21 de septiembre de 2018 | Nueva York       | Estados Unidos         | Melrose Ballroom                              |
| 22 de septiembre de 2018 | Washington D. C. | Estados Unidos         | Howard Theatre                                |
| 23 de septiembre de 2018 | Montreal         | Canadá                 | Club Soda                                     |
| 26 de septiembre de 2018 | Los Ángeles      | Estados Unidos         | Fonda Theatre                                 |
| 27 de septiembre de 2018 | Seattle          | Estados Unidos         | Aston Manor                                   |
| 28 de septiembre de 2018 | San Francisco    | Estados Unidos         | Club Roccapulco                               |
| 29 de septiembre de 2018 | Arizona          | Estados Unidos         | Club BLK Live                                 |
| 5 de octubre de 2018     | Miami            | Estados Unidos         | Club Tatiana                                  |
| 6 de octubre de 2018     | Chicago          | Estados Unidos         | Stereo Nightclub                              |
| Europa                   |                  |                        |                                               |
| 13 de octubre de 2018    | Pietna           | Polonia                | Discoplex A4                                  |
| Asia                     |                  |                        |                                               |
| 1 de noviembre de 2018   | Taskent          | Uzbekistán             | Istiklol Palace                               |
| América del Norte        |                  |                        |                                               |
| 7 de noviembre de 2018   | Ciudad de México | México                 | Estadio Azteca                                |
| Europa                   |                  |                        |                                               |
| 1 de diciembre de 2018   | Târgu Jiu        | Rumania                | Parcul Coloanei Infinitului (Calea București) |
| 6 de diciembre de 2018   | Oradea           | Rumania                | Piaţa Unirii                                  |
| 8 de diciembre de 2018   | Helsinki         | Finlandia              | The Circus                                    |
| 14 de diciembre de 2018  | Kaunas           | Lituania               | Zalgirio Arena                                |
| 15 de diciembre de 2018  | Klaipėda         | Lituania               | Svyturio Arena                                |
| América del Norte        |                  |                        |                                               |
| 23 de diciembre de 2018  | Las Vegas        | Estados Unidos         | Hakkasan Nightclub                            |
| Europa                   |                  |                        |                                               |
| 31 de diciembre de 2018  | Târgu Mureș      | Rumania                | Piata Victoriei                               |
| Oceanía                  |                  |                        |                                               |
| 1 de febrero de 2019     | Melbourne        | Australia              | Trak Live Lounge Bar                          |
| 2 de febrero de 2019     | Sídney           | Australia              | The Metro Theatre                             |
| Asia                     |                  |                        |                                               |
| 1 de marzo de 2019       | Doha             | Catar                  | Oxygene Club La Cigale Hotel                  |
| Europa                   |                  |                        |                                               |
| 9 de marzo de 2019       | Núremberg        | Alemania               | Meistersingerhalle Großer Saal                |
| 13 de marzo de 2019      | Bucarest         | Rumania                | Hard Rock Cafe                                |
| 15 de marzo de 2019      | Cluj-Napoca      | Rumania                | Form Space                                    |
| 17 de marzo de 2019      | Veliko Tarnovo   | Bulgaria               | Vasil Levski Palace of Culture and Sports     |
| Asia                     |                  |                        |                                               |
| 22 de marzo de 2019      | Dubái            | Emiratos Árabes Unidos | Address Montgomerie Golf Course               |
| Europa                   |                  |                        |                                               |
| 16 de abril de 2019      | Bucarest         | Rumania                | Sala Palatului                                |
| 20 de abril de 2019      | Viena            | Austria                | Hofburg Palace (Concierto Privado)            |
| África                   |                  |                        |                                               |
| 27 de abril de 2019      | Hurgada          | Egipto                 | El Gouna Resort                               |
| Europa                   |                  |                        |                                               |
| 1 de mayo de 2019        | Antalya          | Turquía                | Gural Hotel                                   |
| 2 de mayo de 2019        | Antalya          | Turquía                | Topkapı Palace                                |
| 3 de mayo de 2019        | Antalya          | Turquía                | Gloria Hotel                                  |
| 4 de mayo de 2019        | Antalya          | Turquía                | Ankara Park                                   |
| 17 de mayo de 2019       | Ibiza            | España                 | Amnesia Club                                  |
| 18 de mayo de 2019       | Barcelona        | España                 | Los 40 Primavera Pop                          |
| Asia                     |                  |                        |                                               |
| 31 de mayo de 2019       | Bakú             | Azerbaiyán             | Electra Event Hall                            |
| Europa                   |                  |                        |                                               |
| 5 de junio de 2019       | Bodrum           | Turquía                | Paramount Hotels & Resorts                    |
| 6 de junio de 2019       | Antalya          | Turquía                | Topkapı Palace                                |
| 7 de junio de 2019       | Antalya          | Turquía                | Rixos Sungate                                 |
| 8 de junio de 2019       | Antalya          | Turquía                | Gloria Hotel & Resorts                        |
| 15 de junio de 2019      | Málaga           | España                 | Palladium Club                                |
| 21 de junio de 2019      | Istambul         | Turquía                |                                               |
| 24 de junio de 2019      | Antalya          | Turquía                | Topkapı Palace                                |
| 27 de junio de 2019      | Barcelona        | España                 | Abrera Festival                               |
| 29 de junio de 2019      | Barcelona        | España                 | GayPride 2019                                 |
| 4 de julio de 2019       | Constanza        | Rumania                | Neversea Festival                             |
| 6 de julio de 2019       | Pärnu            | Estonia                | Sunset Club                                   |
| 13 de julio de 2019      | Budapest         | Hungría                | Budapest Park                                 |
| 20 de julio de 2019      | Antalya          | Turquía                | Gloria Hotel                                  |
| 21 de julio de 2019      | Antalya          | Turquía                | Topkapı Palace                                |
| 26 de julio de 2019      | Brașov           | Rumania                | Mood Club                                     |
| 27 de julio de 2019      | Dej              | Rumania                |                                               |
| 3 de agosto de 2019      | Antalya          | Turquía                | Gloria Hotel                                  |
| 11 de agosto de 2019     | Antalya          | Turquía                | Topkapı Palace                                |
| 13 de agosto de 2019     | Antalya          | Turquía                | Rixos Sungate                                 |
| 17 de agosto de 2019     | Przytkowice      | Polonia                | Club Energy 2000                              |
| 28 de agosto de 2019     | Antalya          | Turquía                | Topkapı Palace                                |
| América del Norte        |                  |                        |                                               |
| 21 de septiembre de 2019 | Ciudad de México | México                 | Foro Sol                                      |
| Europa                   |                  |                        |                                               |
| 9 de octubre de 2019     | Antalya          | Turquía                | Jacaranda Hotel                               |
| 13 de octubre de 2019    | Londres          | Inglaterra             | Electric Ballroom Camden Town                 |
| 15 de octubre de 2019    | Oberhausen       | Alemania               | Kult Festival                                 |
| 26 de octubre de 2019    | Moscú            | Rusia                  | (Concierto Privado)                           |
| 30 de octubre de 2019    | Bucarest         | Rumania                | Hard Rock Cafe                                |
| 2 de noviembre de 2019   | Cluj-Napoca      | Rumania                | Club Noa                                      |
| 7 de noviembre de 2019   | Bucarest         | Rumania                |                                               |
| 9 de noviembre de 2019   | Madrid           | España                 | Diamond Club                                  |
| 18 de enero de 2019      | Helsinki         | Finlandia              | The Circus                                    |